# Zeudi Di Palma
Zeudi Di Palma, née le 2 novembre 2001 à Naples, est un mannequin italien couronnée Miss Italie 2021. Elle a également participé à « Grande Fratello », le Big Brother italien de décembre 2024 à avril 2025.

## Biographie
Née à Naples, elle grandit dans le quartier de Scampia. Diplômée du lycée scientifique au moment de son élection, elle est étudiante en sociologie à l'université de Naples et mannequin. 
Le 10 septembre 2021, elle remporte le titre de Miss Naples, qui lui permet d'accéder à la demi-finale de Miss Italie 2021. Le 13 février 2022, elle est couronnée Miss Italie 2021 à l'issue de la finale du concours. 
Du 8 avril au 5 mai 2022, elle fait ses débuts à la télévision en intégrant l'équipe de l'émission Big Show (it), animée par Enrico Papi, sur Canale 5.
De décembre 2024 à avril 2025, elle est concurrente au « Grande Fratello », le Big Brother italien où elle perd en finale.

## Télévision
- Miss Italie  (Helbiz Live, 2021) - candidate et gagnante
- Big Show (it) (Canale 5, 2022) - co-animatrice
- Grande Fratello, candidate (Canal 5, 2024/2025) - candidate et finaliste